# 宋海華
Cudjuy Patjidres 來自排灣族傳統拍刺文藝師。母親來自現今臺灣臺東縣金峰鄉撒布優部落，父親則是魯巴卡茲部落。研究臺灣原住民文身，特別是拍刺是普遍流傳於南島語族的文化，是以天然木材製成棒，於前端裝上一根或一排鳥獸骨磨成的單支或梳狀針，或者是取植物的刺，再透過毛細作用沾取墨水用敲打的方式文身。至今薩摩亞、夏威夷、東加菲律賓等地仍保有此文化或正在復甦中，台灣過去也曾盛行，卻受殖民政權打壓、管制而逐漸失傳，現也在各方的努力持續復振。

## 早期
Cudjuy Patjidres的老家在臺東太麻里，他的家族是從屏東來義鄉遷到臺東的，屬於平民。
Cudjuy早年就對刺青有興趣，在接觸拍刺前並沒有保存文化的想法，是會玩玩刺青、翻看刺青圖片的一般愛好者。清華大學工作期間，他在圖書館翻到一本日文書籍《台湾先住民の文化：伝統と再生》，有張照片引起了他的注意，那是身上文身的人，從圖中的頭飾，Cudjuy 猜想圖中人物和自己一樣是排灣族。他把圖片下方的日文註釋抄下，拿去問懂日文的朋友，證實那果然是拍攝排灣族的照片。
原本使用電動機器，2015年到紐西蘭參加南島語族紋身年會，結識影響他深遠的夏威夷拍刺文身師 Sulu'ape Mālama o Mataitoa Keone Nunes，返回台灣後開始投入拍刺技術。Cudjuy Patjidres文身前會先確認被文身者家族的階級，並遵循傳統儀式、不觸犯禁忌來進行紋身。Cudjuy Patjidres目前是台灣拍刺文化重要保存與傳承者。